# Ретроазимутальная проекция Крейга

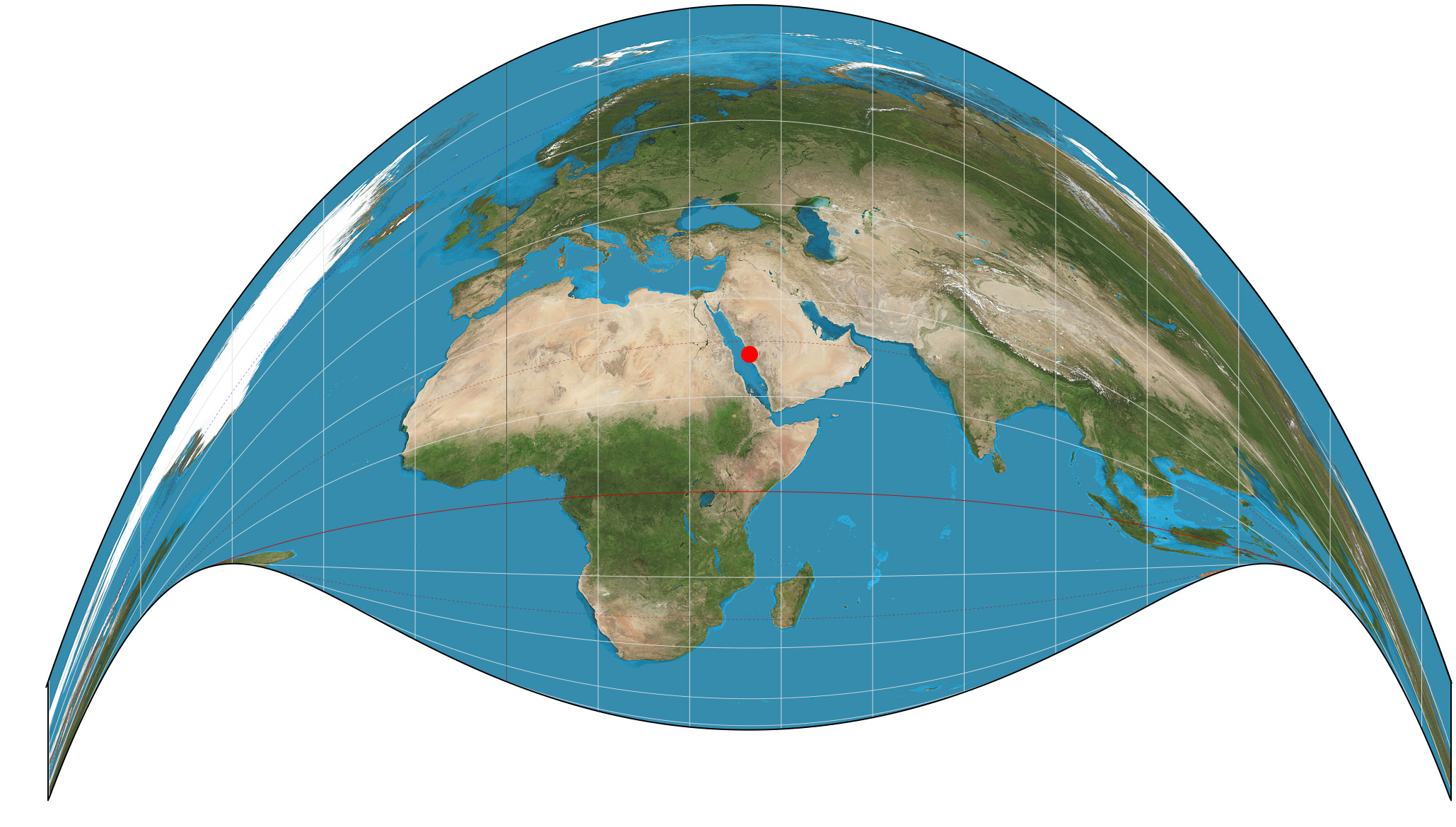
Проекция Крейга с центром в Мекке

Ретроазимутальная проекция Крейга — картографическая проекция, созданная Джеймсом Крейгом в 1909 году. Это цилиндрическая проекция, сохраняющая направление между любой точкой на геоиде и центром проекции и не имеющая некоторых странностей, присущих ретроазимутальной проекции Хаммера. Известна также как «Мекканская проекция», поскольку Крейг, служивший картографом в Египте, создал карту, чтобы облегчить мусульманам поиск киблы (направления на Мекку). Проекция описывается следующими выражениями
{\displaystyle x=\lambda }
{\displaystyle y={\frac {\lambda }{\sin(\lambda )}}(\sin(\phi )\cos(\lambda )-\tan(\phi _{0})\cos(\phi ))}
где {\displaystyle \phi } — широта, {\displaystyle \lambda } — долгота относительно центра проекции,{\displaystyle \phi _{0}} — широта центра проекции.